# Günther von Bültzingslöwen

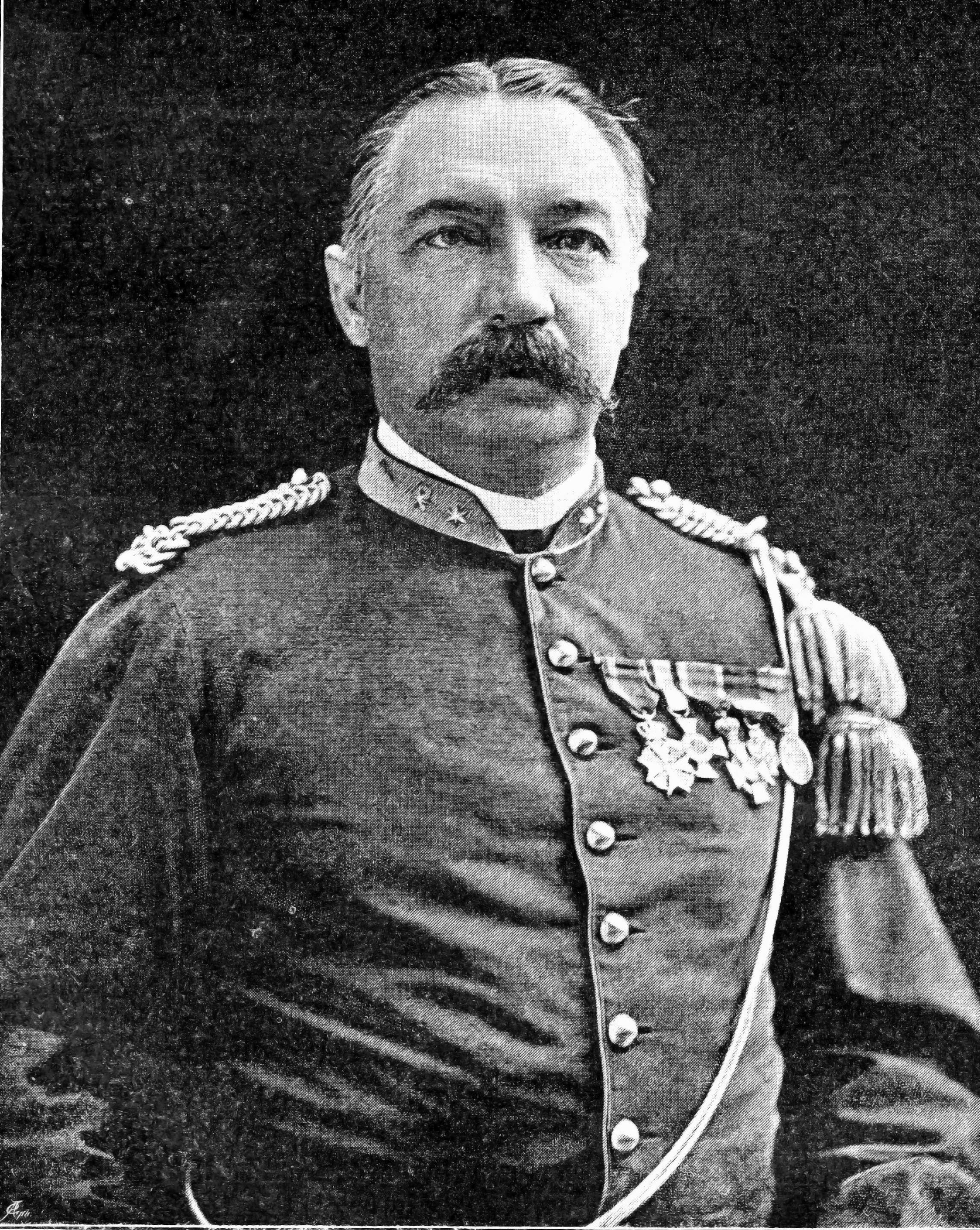
Günther von Bültzingslöwen, nach 1877

Günther von Bültzingslöwen (* 24. November 1839 in Lübeck; † 21. August 1889 in Berlin) war ein deutscher Kaufmann, Delegierter des Roten Kreuzes, (Ehren)-Offizier der niederländischen Indien-Armee, Konsul des Norddeutschen Bundes und dann des Deutschen Reiches in Surabaya und nach seiner Rückkehr nach Deutschland Gutsherr auf Schloss Biesdorf.

## Leben und Wirken
Von Bültzingslöwen stammt aus einer Offiziersfamilie, dem thüringischen Adelsgeschlecht Bültzingslöwen. Sein Vater Ferdinand von Bültzingslöwen (1808–1882) war Obrist-Lieutenant und Stadtkommandant von Lübeck. Er hatte am 18. Oktober 1838 in Plön Emilie Dorothea Sophie, geb. Lange geheiratet. Günther von Bültzingslöwen besuchte das dortige Katharineum, ging aber schon 1856 mit 16 Jahren aus der Tertia ab, um Kaufmann zu werden. Er trat eine Lehre in Hamburg an und verließ Deutschland mit 19 Jahren, um nach Niederländisch-Indien zu gehen.
Nach der Landung in Batavia gründete er 1868 in Surabaya sein eigenes Unternehmen. Durch den Anbau und Handel mit Kaffee und Zuckerrohr kam er schnell zu einem ansehnlichen Vermögen. Er wurde zum Konsul des Norddeutschen Bundes und später des Deutschen Reiches in Surabaya ernannt und war hier zugleich Consular Agent der Vereinigten Staaten. 1870 kehrte er vorübergehend nach Deutschland zurück. Im Deutsch-Französischen Krieg fiel sein Bruder Henry (* 12. Mai 1848 in Lübeck), dem er die Offizierslaufbahn finanziell ermöglicht hatte, als Seconde-Lieutenant im Oldenburgischen Infanterie-Regiment Nr. 91 in der Schlacht von Mars-la-Tour am 16. August 1870. Günther von Bültzingslöwen schloss sich dem Roten Kreuz an und kam bis vor Paris. Im Herbst des Jahres 1871 kehrte er nach Surabaya zurück, wurde  zum deutschen Konsul in Surabaya auf Java ernannt und baute vor allem das Zuckergeschäft weiter aus.

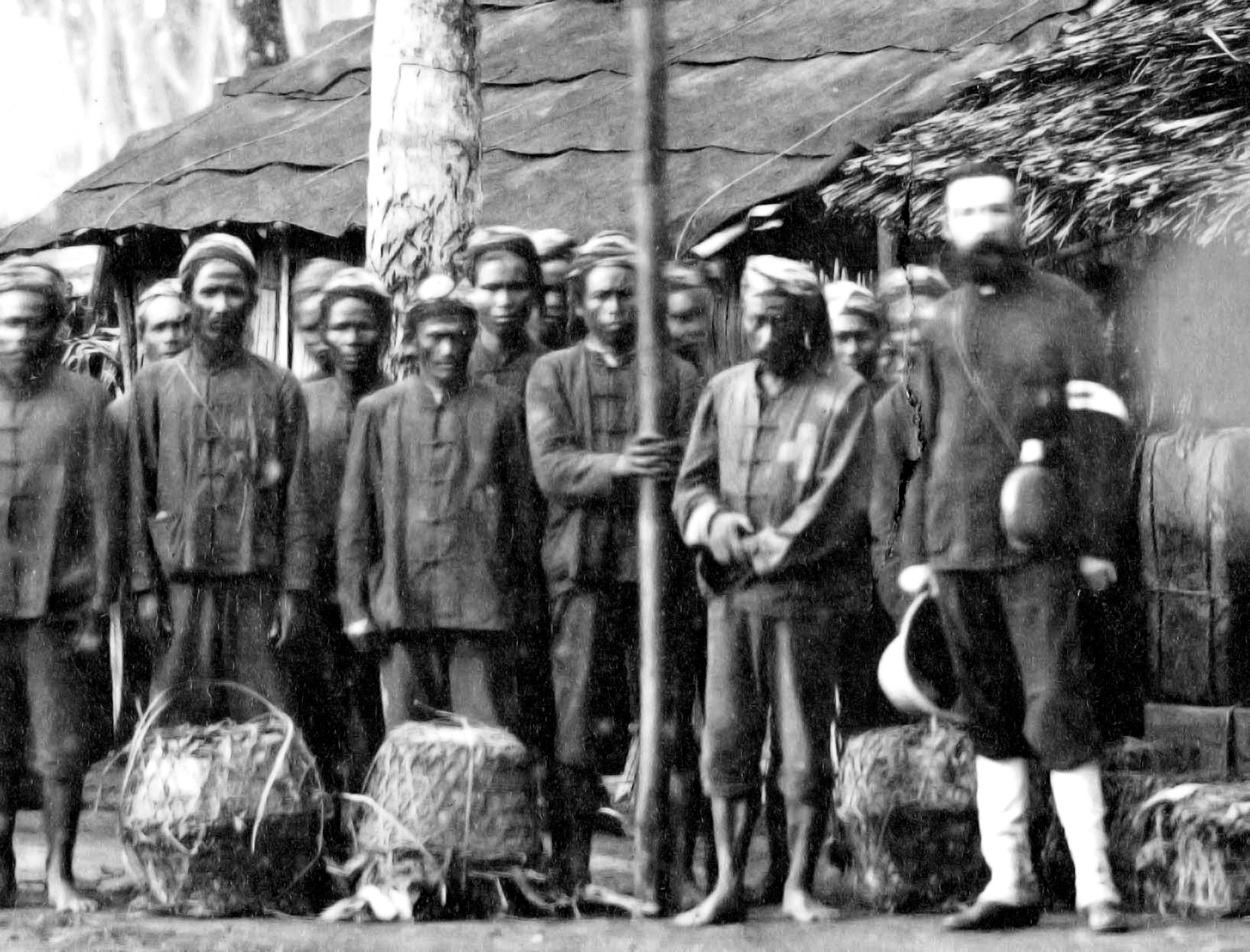
Als Rotkreuz-Delegierter in Aceh 1873/74

1873 bat er in Bogor den Politiker Henry David Levyssohn Norman, ihn an der Zweiten Expedition nach Aceh teilnehmen zu lassen, sei es als Offizier oder als Rotkreuz-Delegierter. Er wurde Delegierter des Roten Kreuzes, begleitete das Expeditionskorps und kümmerte sich um die Versorgung der Verwundeten. Am 23. Januar 1873 entdeckte er bei einem Erkundungsgang, dass der lange belagerte Kraton verlassen war. Seine Nachricht ermöglichte am nächsten Tag die Einnahme dieses strategisch wichtigen Ortes durch die Niederländer. Nach seiner Rückkehr im Mai 1874 wurde er zum ersten Flankeur (Flankenmann, Kundschafter, Spion) der Indien-Armee ernannt und erhielt den Militär-Wilhelms-Orden 4. Klasse.

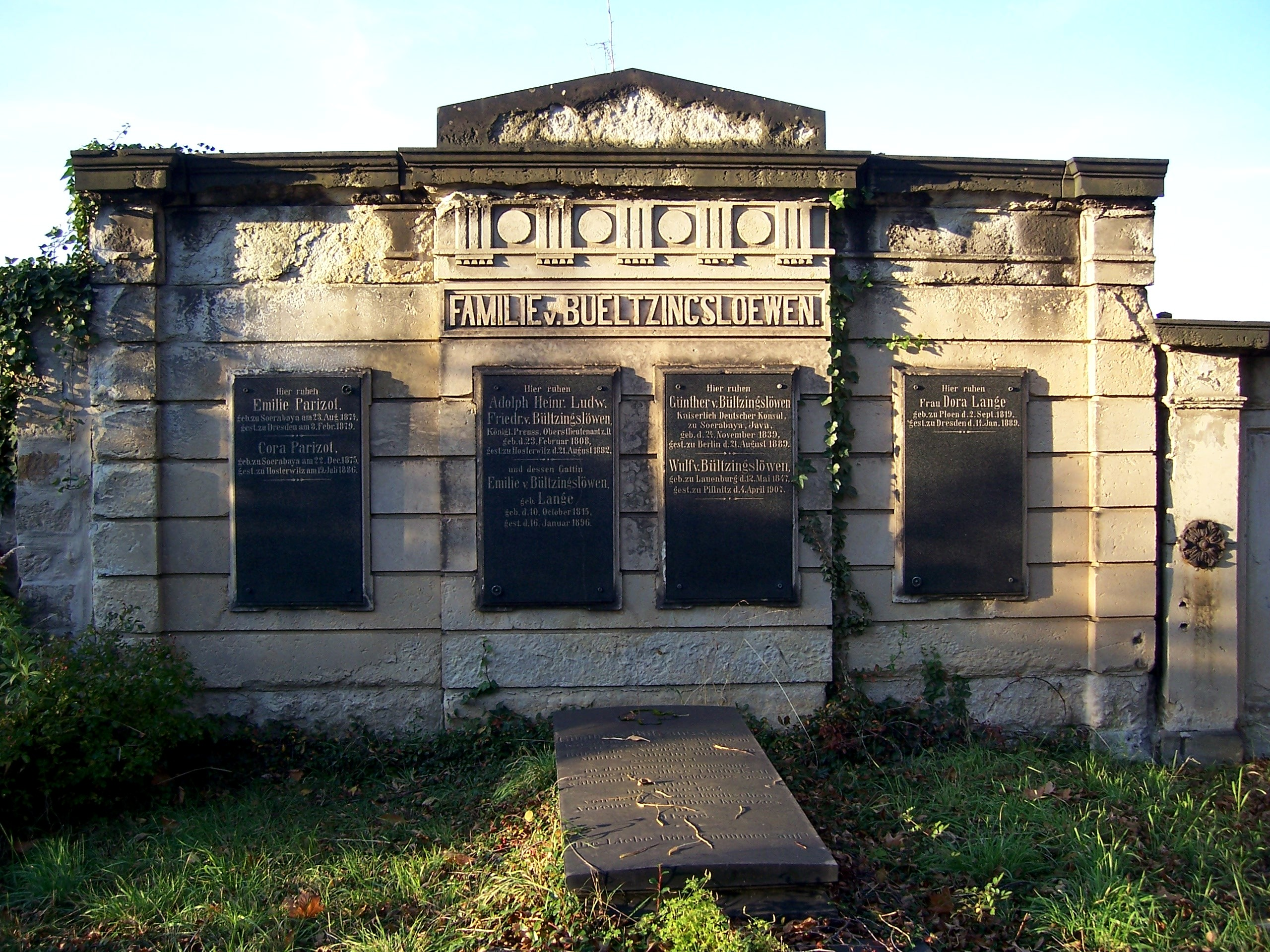
Günther von Bültzingslöwens Grabstätte auf dem Alten Annenfriedhof in Dresden

Geschwächt durch ein chronisches Fieber, das er sich während der Aceh-Expedition zugezogen hatte,  ging er 1875 vorübergehend wieder zurück nach Deutschland und lebte bei seiner Familie, die inzwischen nach Dresden gezogen war. Von Kaiser Wilhelm wurde er in Berlin empfangen und mit dem Kronenorden 3. Klasse am schwarz-weißen Band des Eisernen Kreuzes ausgezeichnet. Vom bayerischen König erhielt er den Orden vom Heiligen Michael 3. Klasse. 1877 wurde er zum Ehrenritter und 1888 zum Rechtsritter des Johanniterordens ernannt.
Im August 1876 kehrte er nach in Surabaya zurück. Er erhielt von der Indischen Armee eine silberne Ehrengabe, ließ sich in der Nähe seiner Zuckerfabrik nieder und leitete die örtliche Miliz (Schutterrij) als Oberstleutnant.
Im Dezember 1883 war er gezwungen, nach Europa zu seiner Mutter zu reisen, die schwer krank war – sein Vater war im Jahr zuvor verstorben. Er sollte nicht nach Asien zurückkehren, sondern pendelte zwischen Dresden, Berlin und den Niederlanden hin und her. Bei Berlin erwarb er 1887 Gut und Schloss Biesdorf, machte jedoch in der Zuckerkrise große Verluste. Werner von Siemens, der ihm seit seiner Schulzeit verbunden war, bei seinem Vater das Feldmessen gelernt hatte und von ihm für das preußische Ingenieurwesen empfohlen worden war, gab ihm ein Darlehen und übernahm schließlich das Anwesen.
Günther von Bültzingslöwen starb an einem Herzschlag auf einem Bahnhof in Berlin. Er wurde in der Familiengruft auf dem Alten Annenfriedhof in Dresden beigesetzt. Seine Schwester Mathilde von Bültzingslöwen (1852–1926) war die Mutter der Malerin Paula Modersohn-Becker.

## Nachleben

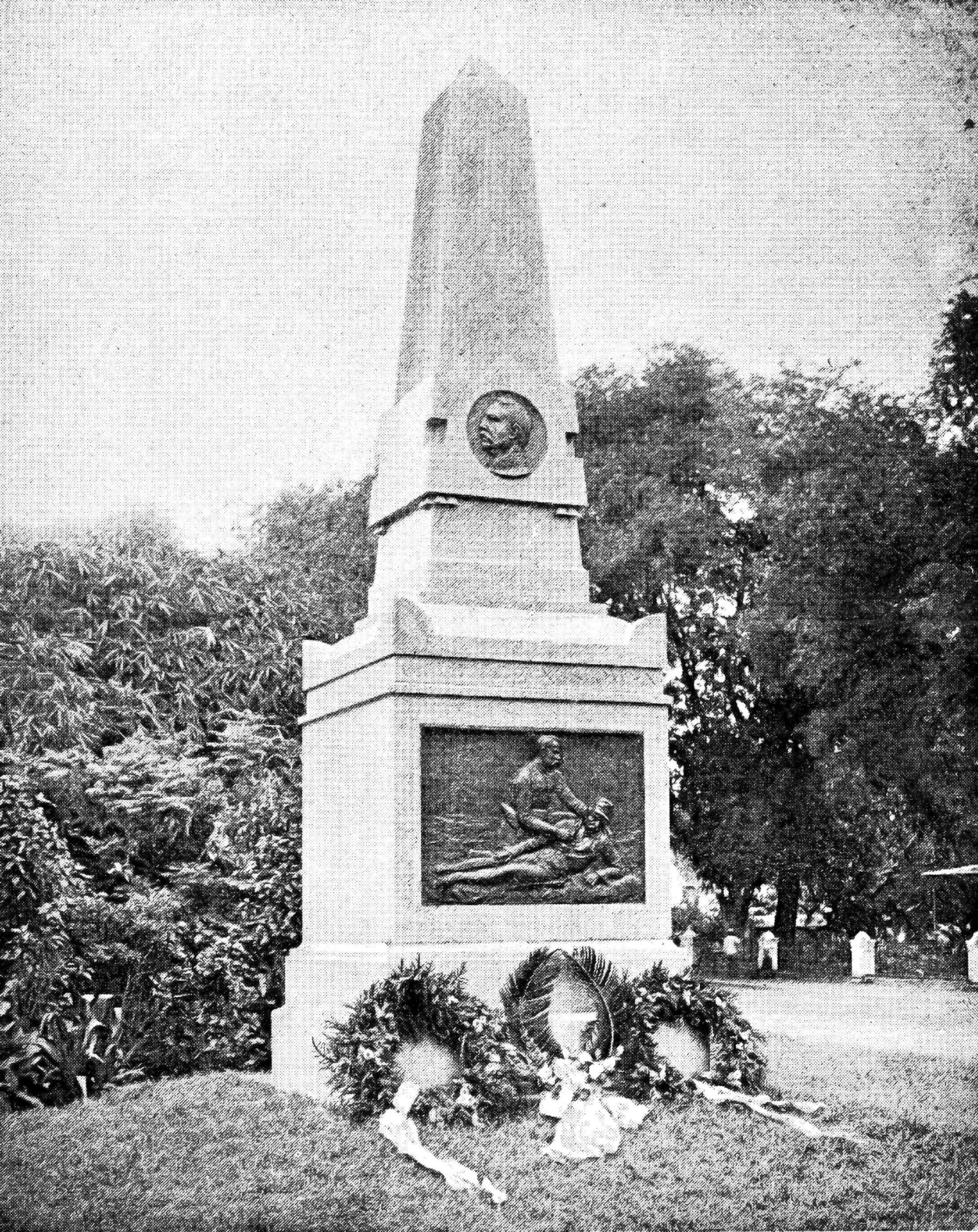
Denkmal in Surabaya

Aus Surabaya hatte er 1876/77 Reptilien, Konchylien und Korallen sowie mehrere hundert Vogelbälge von Celebes und anderen Inseln des malayischen Archipels nach Lübeck verschifft, die Bestandteil der Sammlung des lübeckischen Museums am Dom wurden. Die Vögel beschrieb der damalige Konservator Heinrich Lenz 1877 im Journal für Ornithologie. Auch das Naturkundemuseum in Leiden erhielt von ihm 1884 seltene Exemplare aus der Vogelwelt von Ost-Java.
Am 27. November 1892 wurde in Surabaya unter großer Anteilnahme ein Denkmal für Günther von Bültzingslöwen enthüllt. Den etwa vier Meter hohen Obelisken aus braunem Granit ziert das in Metall ausgeführte Profilbild Günther von Bültzingslöwens. Die Vorderseite des würfelförmigen Sockels zeigt im Basrelief von Bültzingslöwen als Rotkreuz-Helfer, einen verwundeten holländisch-indischen Krieger unterstützend.